# 佩尼基夫卡 (图尔比夫市镇)
49°15′59″N 28°46′39″E / 49.26639°N 28.77750°E
佩尼基夫卡（烏克蘭語：Пеньківка），2016年前称斯韦尔德利夫卡（烏克蘭語：Свердлівка），是烏克蘭的村落，位於該國西南部文尼察州，由文尼察區負責管轄，始建於1770年，面積1.75平方公里，海拔高度260米，2001年人口353，人口密度每平方公里201.83人。